# Mastacembelus moeruensis
Mastacembelus moeruensis är en fiskart som beskrevs av Boulenger, 1914. Mastacembelus moeruensis ingår i släktet Mastacembelus och familjen Mastacembelidae. IUCN kategoriserar arten globalt som livskraftig. Inga underarter finns listade i Catalogue of Life.